# روز جهانی مبارزه با فساد

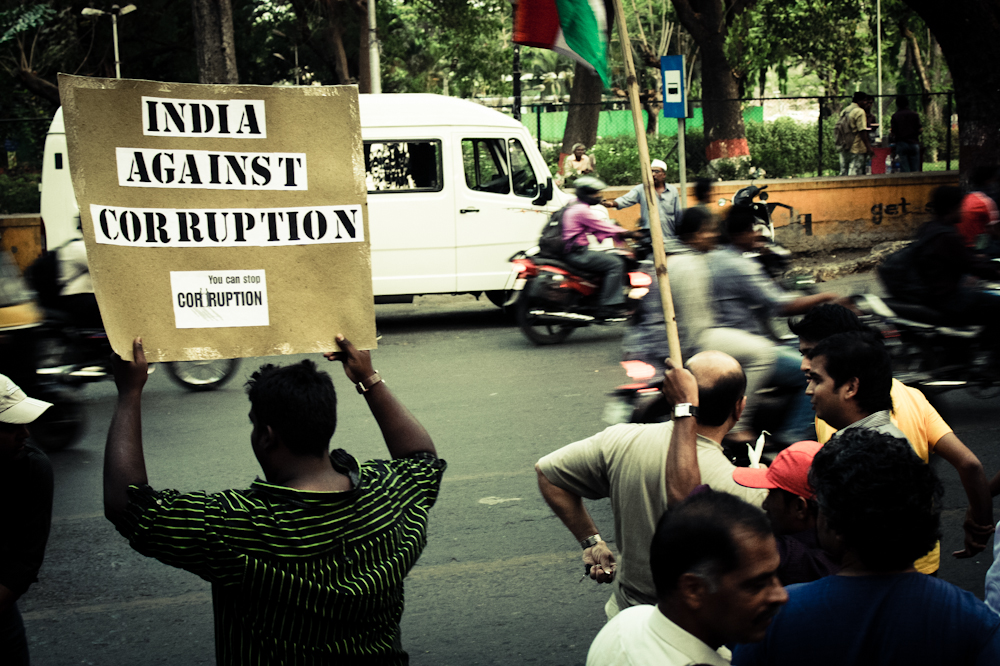
روز جهانی مبارزه با فساد

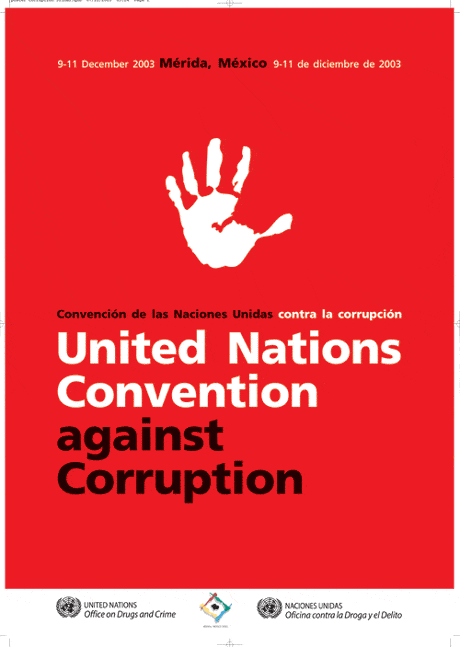
کنوانسیون ضد فساد سازمان ملل متحد UNCAC

روز جهانی مبارزه با فساد (انگلیسی: International Anti-Corruption Day) از زمان تصویب دفتر مقابله با مواد مخدر و جرم سازمان ملل متحد در ۳۱ اکتبر ۲۰۰۳، به‌طور سالانه در ۹ دسامبر (۱۸ آذر) جشن گرفته می‌شود.

## پیشینه
این کنوانسیون به‌طور مختصر بیان می‌کند که سازمان ملل متحد:
«نسبت به مشکلات وخیم و تهدیداتی که به دلیل فساد بر روی ثبات و امنیت جوامع اعمال می‌شود، تحلیل رفتن عرف‌ها و ارزش‌های دمکراسی، ارزش‌های اخلاقی و عدالت و توسعه پایدار و حاکمیت قانون، نگران است».
و این اختیارات را به کنوانسیون می‌دهد تا:
«برای جلوگیری و مبارزه مؤثر و کارامد با فساد اقداماتی را ترویج و تقویت کند … همکاری بین‌المللی و کمک‌های فنی در پیشگیری و مبارزه با فساد را ترویج، تسهیل و حمایت کند… و مدیریت مناسب امور عمومی و مالکیت عمومی را با یکپارچگی و پاسخگویی ارتقاء دهد…»

## کمپین نه شما بحساب می‌آیید
کمپین «نه شما بحساب می‌آیید» یک کارزار سیاسی بین‌المللی مشترک است که توسط برنامه عمران ملل متحد و دفتر مقابله با مواد مخدر و جرم سازمان ملل متحد برای معرفی روز بین‌المللی مبارزه با فساد (۹ دسامبر) ایجاد شده و آگاهی در مورد فساد و نحوه مبارزه با آن را افزایش می‌دهد.
کمپین بین‌المللی مشترک سال ۲۰۰۹ بر این موضوع متمرکز بود که چگونه فساد در سطح بین‌المللی، مانع از تلاش برای دستیابی به اهداف توسعه هزاره شده، و باعث تضعیف دموکراسی و حاکمیت قانون می‌گردد و به نقض حقوق بشر، اخلال در بازارها و کاهش کیفیت زندگی منجر می‌شود. همچنین، باعث می‌شود که جرائم سازمان‌یافته، تروریسم و سایر تهدیدات علیه امنیت بشری، رشد کند.

## جستارهای وابسه
- شفافیت بینالملل